# هوراشيو غيرينوغ
هوراشيو غيرينوغ (بالإنجليزية: Horatio Greenough) هو مهندس معماري ومهندس المناظر الطبيعية أمريكي، ولد في 6 سبتمبر 1805 في بوسطن في الولايات المتحدة، وتوفي في 18 ديسمبر 1852 في سومرفيل في الولايات المتحدة.

## وصلات خارجية
- هوراشيو غيرينوغ على موقع الموسوعة البريطانية (الإنجليزية)